# A Helpful Sisterhood
A Helpful Sisterhood è un cortometraggio muto del 1914 diretto da Van Dyke Brooke.

## Produzione
Il film fu prodotto dalla Vitagraph Company of America.

## Distribuzione
Distribuito dalla General Film Company, il film - un cortometraggio in due bobine - uscì nelle sale cinematografiche statunitensi il 13 marzo 1914.
Una copia del film viene conservata negli archivi della Vitagraph Company di Londra. Nel 2007, la pellicola - masterizzata - è stata inserita in un'antologia dal titolo Norma Talmadge at Vitagraph (1911-1916) e distribuita in DVD dalla Grapevine .